# André Thieme

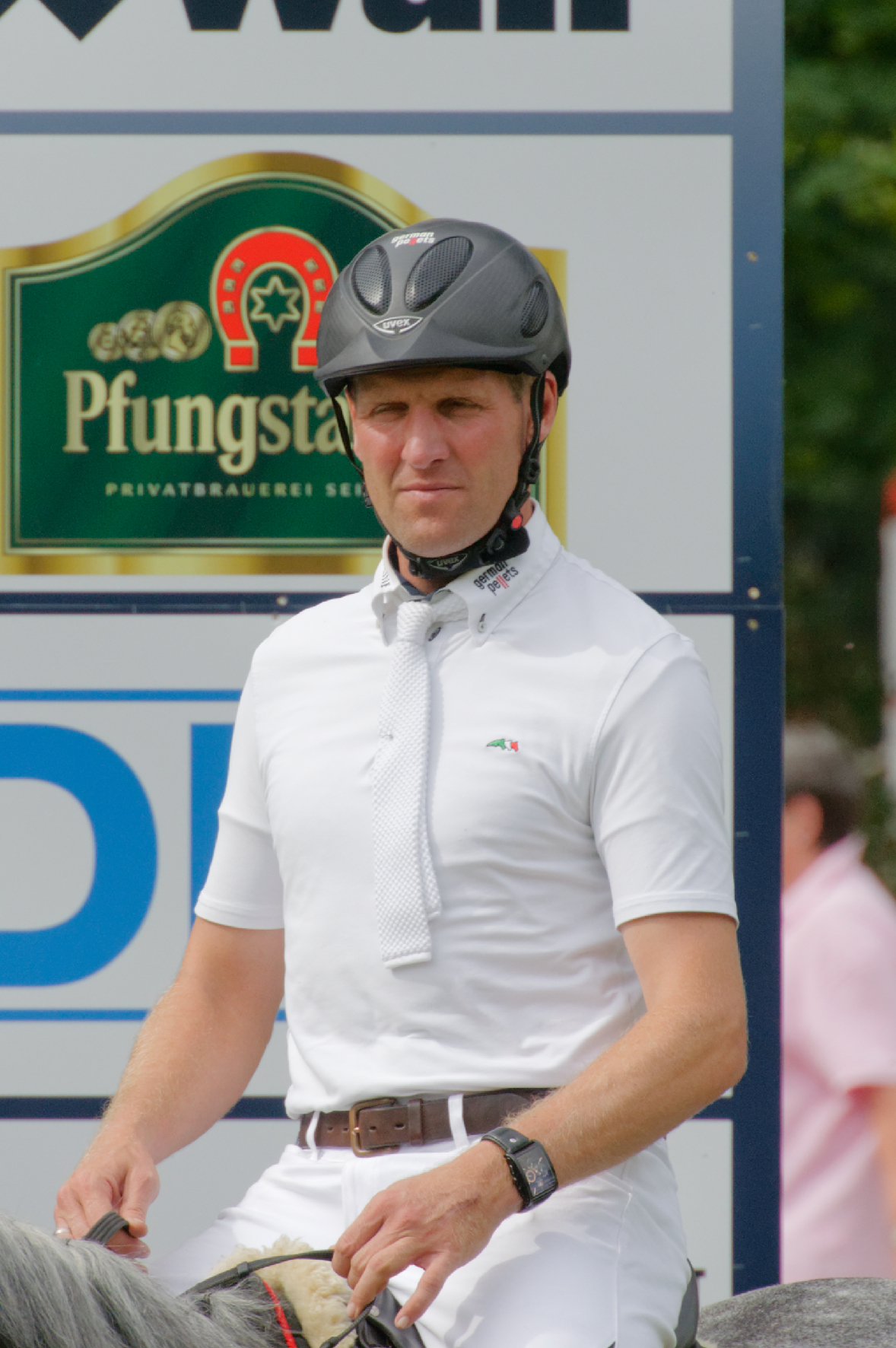
Internationales Pfingstturnier Wiesbaden 2014

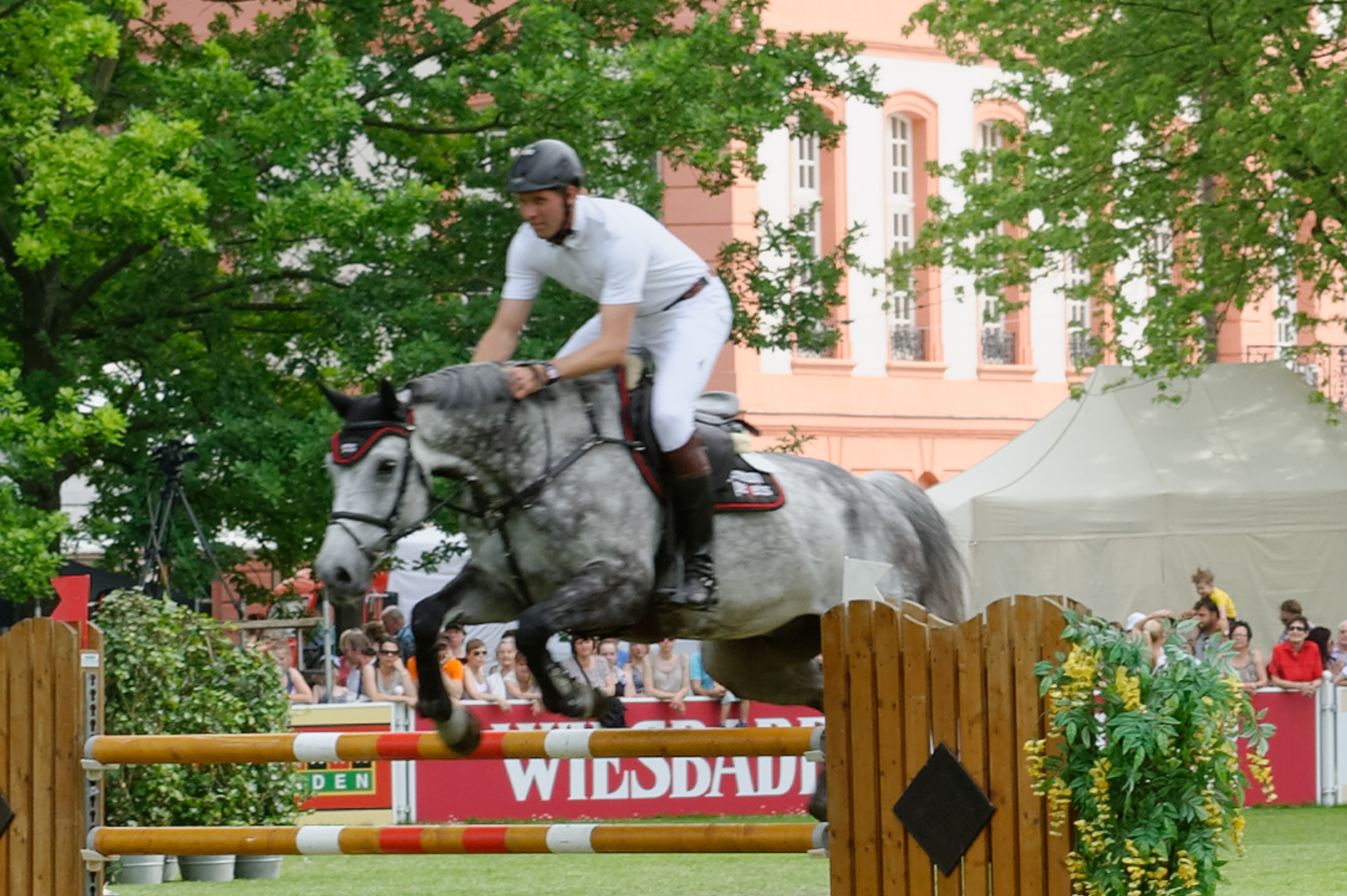
Internationales Pfingstturnier Wiesbaden 2014

André Thieme (né le 25 avril 1975 à Hoyerswerda) est un cavalier d'obstacles allemand.

## Biographie
Il grandit avec son père le cavalier de dressage et entraîneur Michael Thieme au domaine de Redefin. À 19 ans, il reçoit le Goldene Reitabzeichen pour ses dix premières victoires en dressage. Par la suite, il se concentre dans le saut d'obstacles et reçoit de nouveau le même prix dans cette catégorie,.
Il devient cavalier professionnel. En 2007, il est vice-champion d'Allemagne et participe plusieurs fois à la Coupe des nations de saut d'obstacles. La même année, il obtient son premier grand prix, le Deutsches Spring-Derby avec Nacorde puis le regagne en 2008 avec le même cheval. En 2009, il est favori et on attend qu'il fasse un triplé à la suite de celui de Toni Hassmann, mais son cheval fait tomber un obstacle. Il remporte une troisième fois le Deutsches Spring-Derby en 2011.
Son plus grand succès en Grand Prix est celui de Saugerties doté d'un million de dollars, ce qui lui vaut de concourir à d'autres épreuves dans les États-Unis.
En mars 2013, il est sélectionné comme remplaçant au sein de l'équipe d'Allemagne mais c'est bien en septembre 2021 qu'il atteint le graal en remportant la médaille d'or individuel aux championnats d'Europe mais aussi la médaille d'argent par équipes avec DSP Chakaria.

## Source, notes et références
1. ↑  Portrait auf ndr.de
2. ↑  „Andre Thieme: Ein neuer Star aus Mecklenburg“ 21. Mai 2007
3. ↑  Artikel „Die Meckis waren nicht zu schlagen“ auf pferd-und-sport.de
4. ↑  USA-Tournee beendet: André Thieme wieder in der Heimat, 31. März 2011
5. ↑  Fünf deutsche GP-Siege an einem Wochenende, Susanne Hennig / Deutsche Reiterliche Vereinigung, 19. März 2013

- (de) Cet article est partiellement ou en totalité issu de l’article de Wikipédia en allemand intitulé « André Thieme » (voir la liste des auteurs).